# Hylaeus longimaculus
Hylaeus longimaculus är en biart som först beskrevs av Johann Dietrich Alfken 1936.  Hylaeus longimaculus ingår i släktet citronbin, och familjen korttungebin. Inga underarter finns listade i Catalogue of Life.

## Bildgalleri

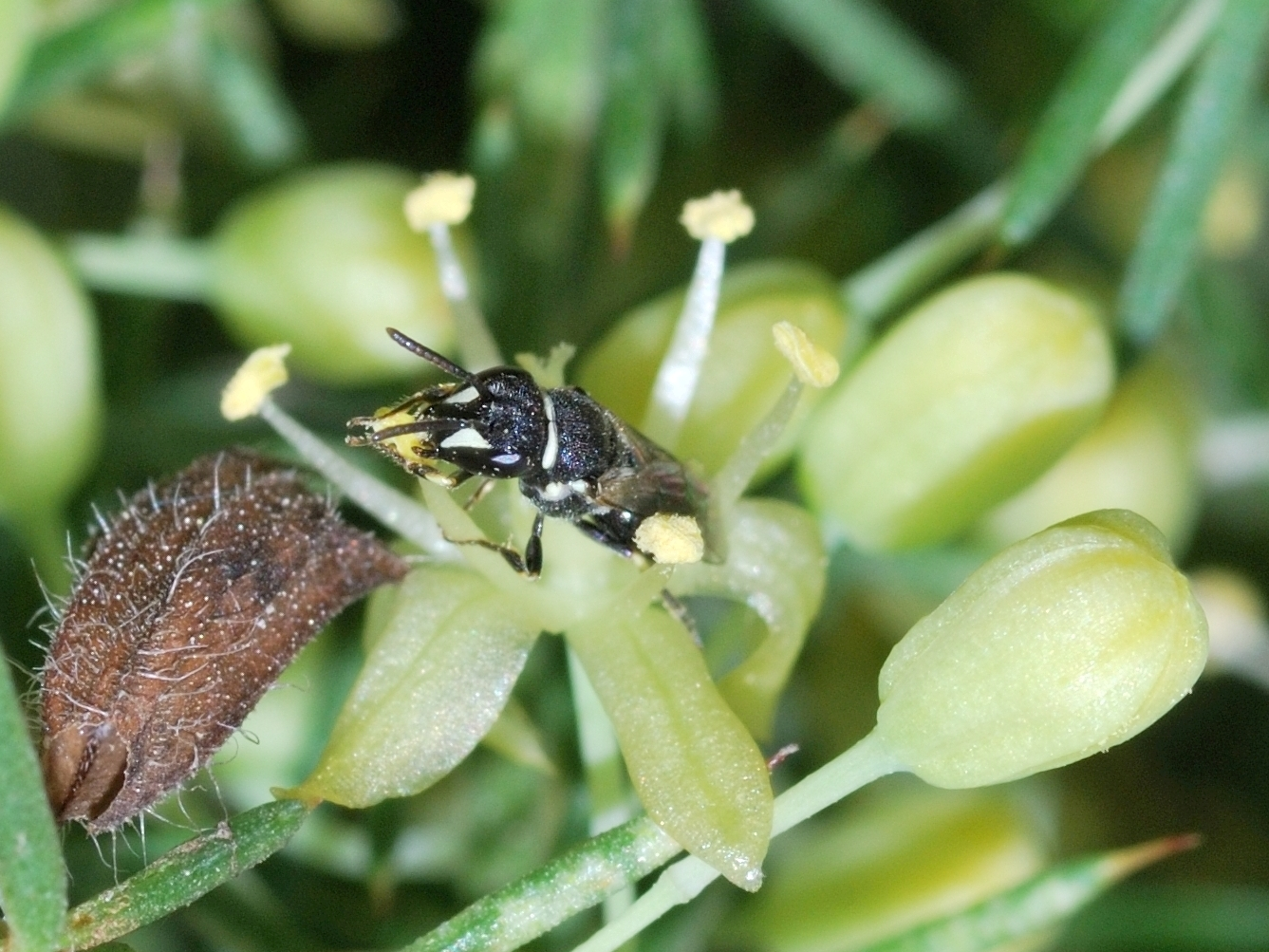
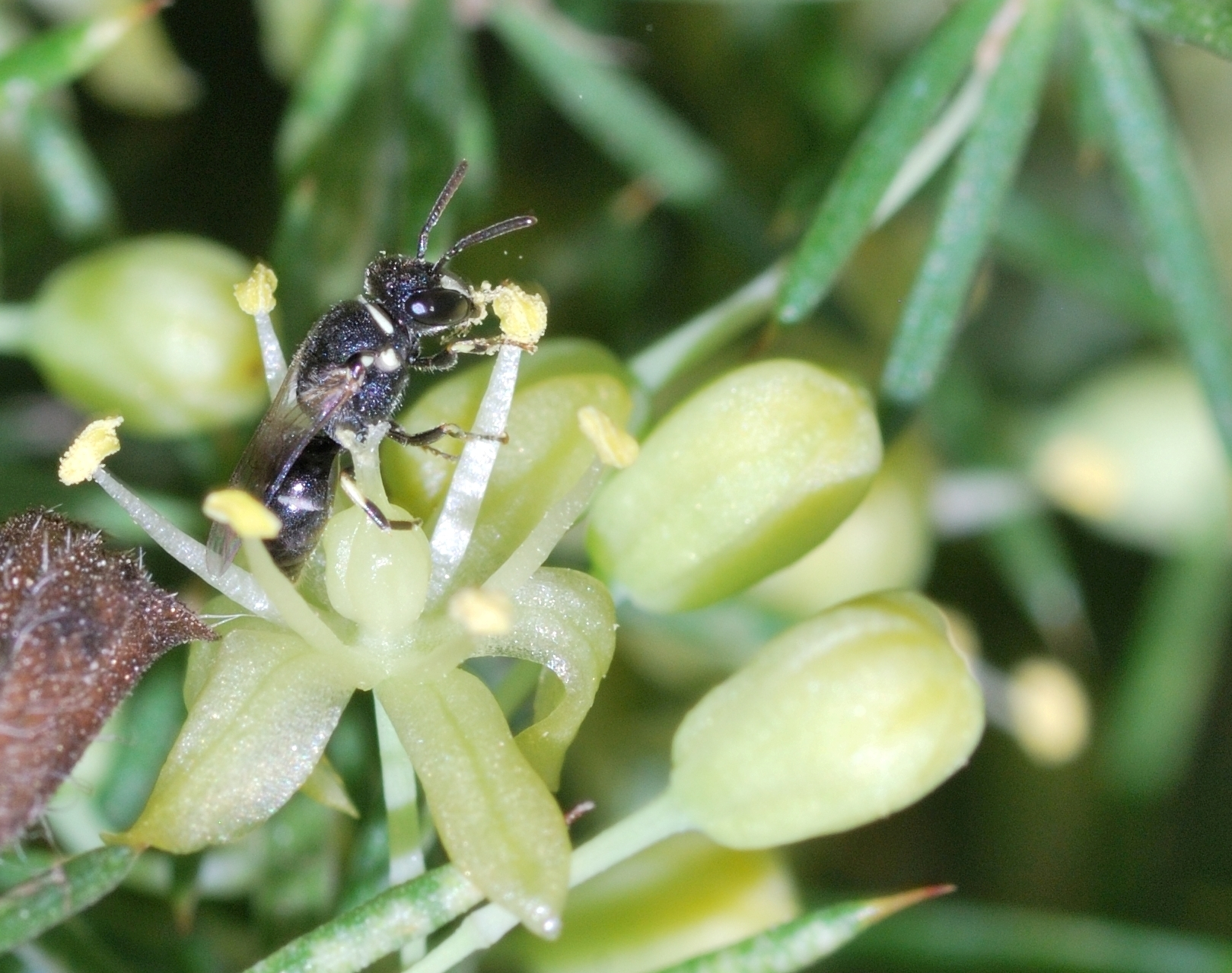
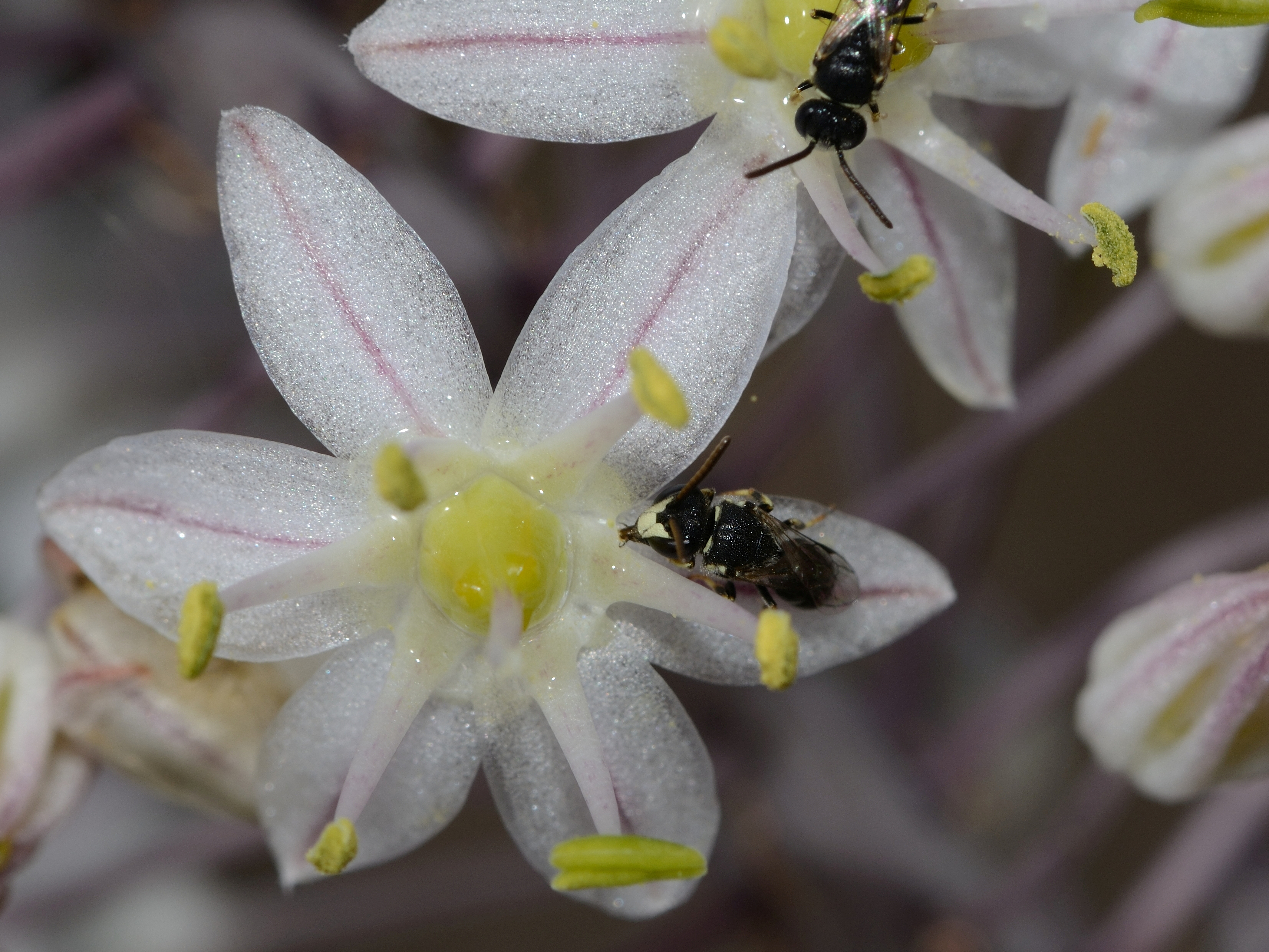